# Sallèles-Cabardès
Sallèles-Cabardès ist eine südfranzösische Gemeinde mit 117 Einwohnern (Stand 1. Januar 2022) im Département Aude in der Region Okzitanien.

## Lage
Sallèles-Cabardès liegt in der alten Kulturlandschaft des Cabardès zu Füßen der Montagne Noire in einer Höhe von etwa 270 Metern ü. d. M. und etwa 20 Kilometer (Fahrtstrecke) nordöstlich von Carcassonne. Die Entfernung zum südlich gelegenen Kantonshauptort Conques-sur-Orbiel beträgt knapp zehn Kilometer. Der Katharerort Lastours liegt ca. sechs Kilometer westlich.

## Bevölkerungsentwicklung
| Jahr      | 1962 | 1968 | 1975 | 1982 | 1990 | 1999 | 2006 | 2016 |
| Einwohner | 166  | 159  | 97   | 125  | 115  | 105  | 113  | 117  |

Im 19. Jahrhundert hatte der Ort stets zwischen 150 und 300 Einwohner. Infolge der Reblauskrise sowie der Mechanisierung der Landwirtschaft und dem damit verbundenen Verlust von Arbeitsplätzen ist die Einwohnerzahl im 20. Jahrhundert deutlich zurückgegangen.

## Wirtschaft
Die Umgebung des Ortes ist seit Jahrhunderten geprägt von der Landwirtschaft – vor allem vom Weinbau, der im Cabardès vielleicht schon in der Antike betrieben wurde. Im ausgehenden 20. Jahrhundert ist der Tourismus in Form der Vermietung von Ferienwohnungen (gîtes) als Wirtschaftsfaktor hinzugekommen.

## Geschichte
Zur Geschichte des Ortes sind keine Informationen verfügbar.

## Sehenswürdigkeiten
- Das im 18. Jahrhundert erbaute Château La Villatade ist zu einem Hotel umgebaut worden.
- In den Weinfeldern der Umgebung sind Spaziergänge und Wanderungen (z. B. nach Lastours) möglich.
- In der etwa einen Kilometer außerhalb des Ortes gelegenen Grotte du Gazel wurden bei systematischen Ausgrabungen in der ersten Hälfte des 20. Jahrhunderts prähistorische Fundstücke aus der Steinzeit bis hin zur Bronzezeit gefunden. Die Höhle ist seit 1948 als Monument historique[1] ausgewiesen.